# Hydrochoerus
Het geslacht Hydrochoerus (of Hydrochoeris) bevat twee van de nog levende soorten capibara's en één uitgestorven soort.

## Taxonomie
- Hydrochoerus gaylordi †
- Hydrochoerus hydrochaeris – Capibara of waterzwijn
- Hydrochoerus isthmius